# Pyu to Fuku! Jaguar
Pyu to Fuku! Jaguar (яп. ピューと吹く! ジャガー Пю: то Фуку Дзя:га:) — юмористическая манга Кёсукэ Усуты, посвящённая музыкальной индустрии, звукозаписывающим компаниям и повседневной жизни исполнителей. Печатается в журнале Shonen Jump. Сюжет в манге носит отрывочный характер. По её мотивам было выпущено несколько Drama CD, компьютерных игр от компании Konami, она была экранизирована в качестве OVA, полнометражного анимационного фильма (2009) и игрового фильма (2008) с Дзюном Канамэ в главной роли. Персонажи Pyu to Fuku! Jaguar появлялись в играх Jump Super Stars и Jump Ultimate Stars.